# Pogostemon myosuroides
Pogostemon myosuroides là một loài thực vật có hoa trong họ Hoa môi. Loài này được (Roth) Kuntze miêu tả khoa học đầu tiên năm 1891.